# Stronie Śląskie (stacja kolejowa)
Stronie Śląskie (stacja kolejowa) – nieczynna stacja kolejowa przy ul. Kościuszki 18 w Stroniu Śląskim, w województwie dolnośląskim, w Polsce. Obecnie znajduje się tam CETiK
W oczekiwaniu na przejęcie a następnie rewitalizację linii Kłodzko – Stronie Śląskie Koleje Dolnośląskie uruchomiły we wrześniu 2022 zastępcze połączenie autobusowe na linii Kłodzko – Stronie Śląskie, wpisane do rozkładu jazdy pociągów. W 2022 roku wymiana pasażerska na stacji wyniosła 20-49 osób. 

## Budynki i infrastruktura

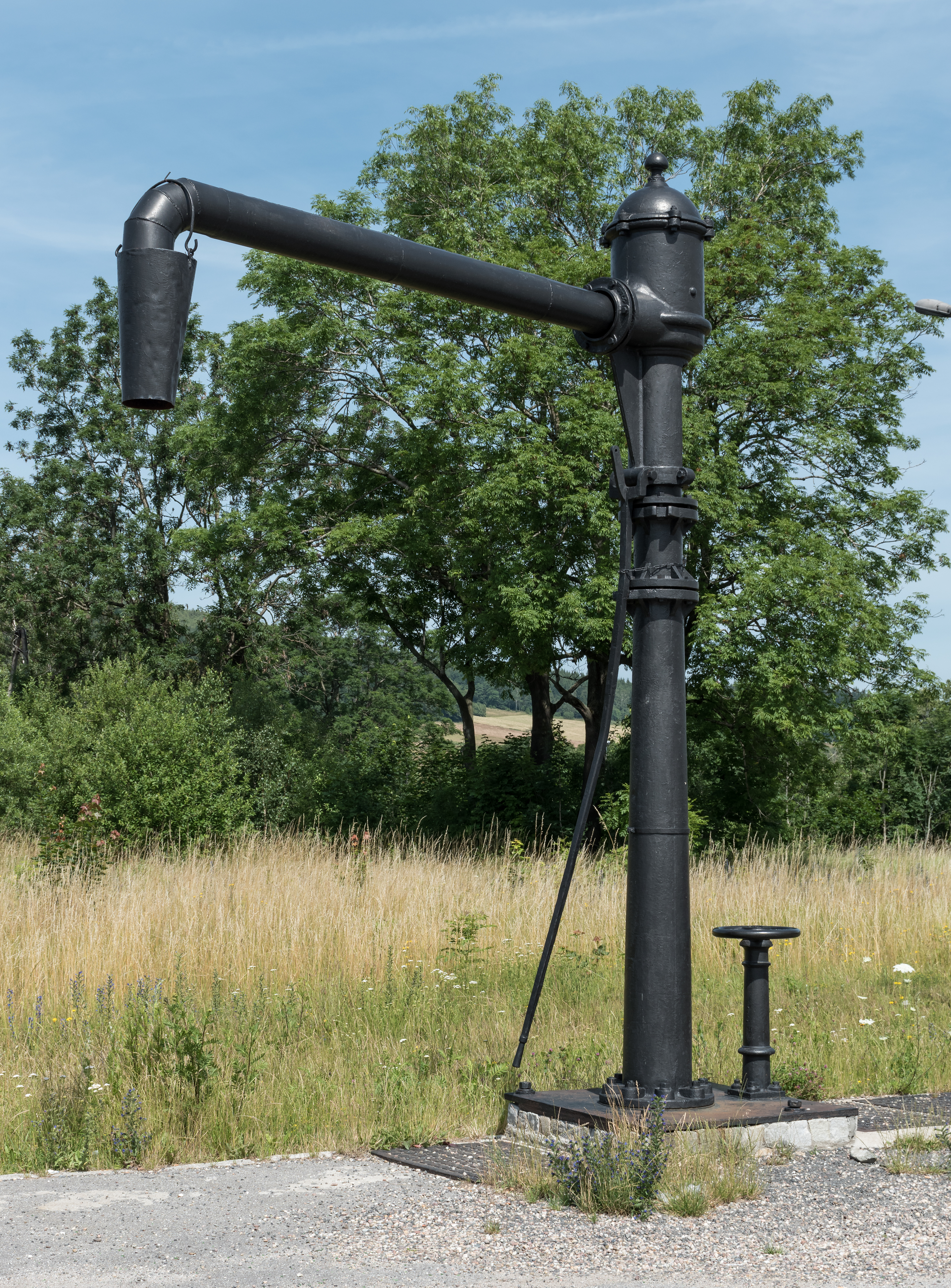
Żuraw wodny

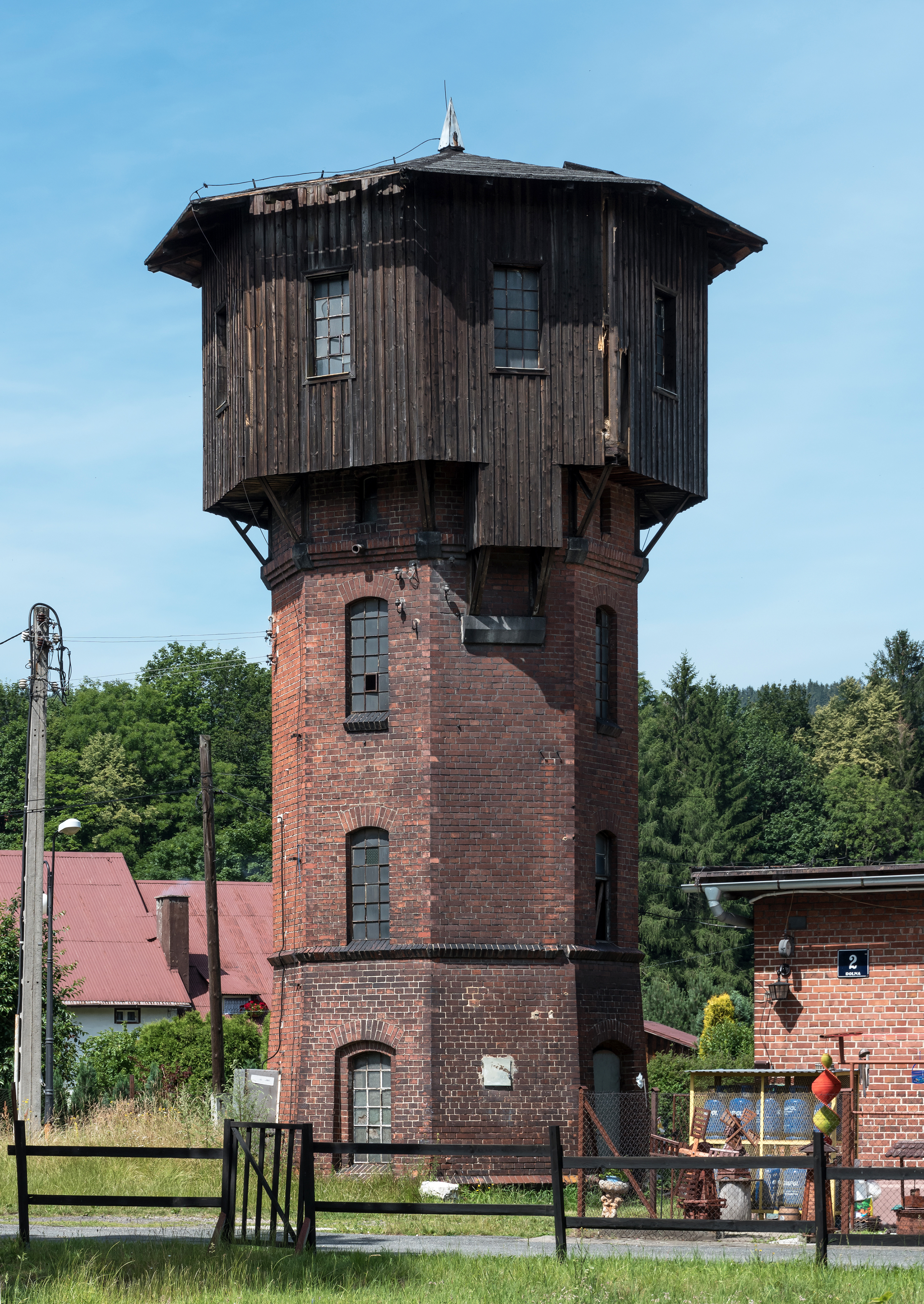
Wieża ciśnień

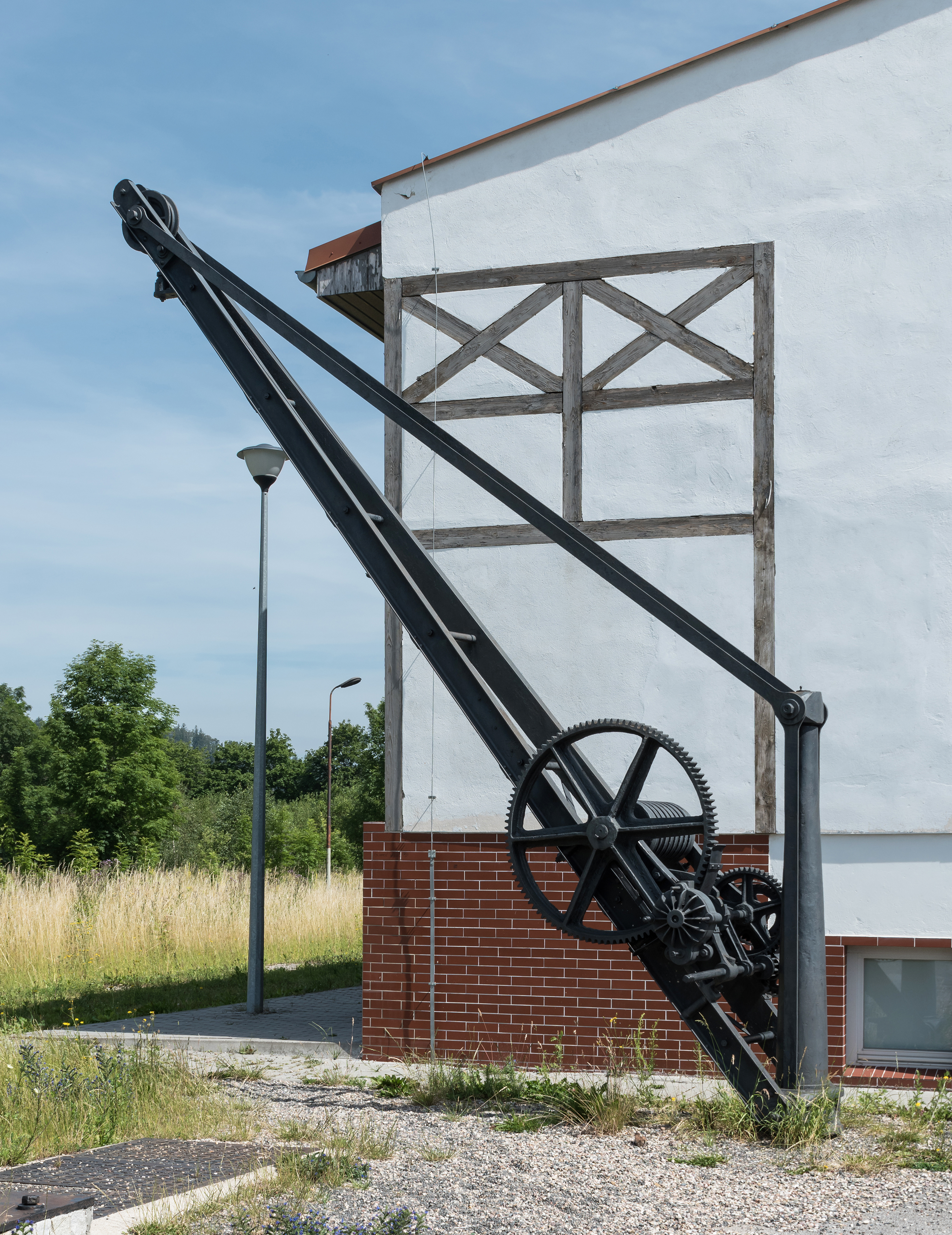
Żuraw przeładunkowy

Zabudowę stacji kolejowej stanowią usytuowane w szeregu: budynek dworca kolejowego wybudowany w 1897 r. i budynki towarzyszące. Na końcu torów znajduje się ceglano-drewniana kolejowa wieża ciśnień wybudowana w 1909 r. i parterowy, ceglany budynek przynależący dawniej do stacji.
Budynek dworca posiada konstrukcję ryglową z tynkowanym wypełnieniem z cegieł. Składają się na niego:
- duży magazyn z rampą,
- pomieszczenia konduktorskie,
- kasa biletowa,
- hol z poczekalnią,
- poczekalnia na werandzie,
- pomieszczenia dawnego bufetu dworcowego.

Przy budynku zachował się stary, metalowy żuraw do podnoszenia ładunków. Budynek dworca wpisany do rejestru zabytków:  budynek dworca kolejowego, szach., 1897, nr rej.: A/1243 z 27.05.2009.

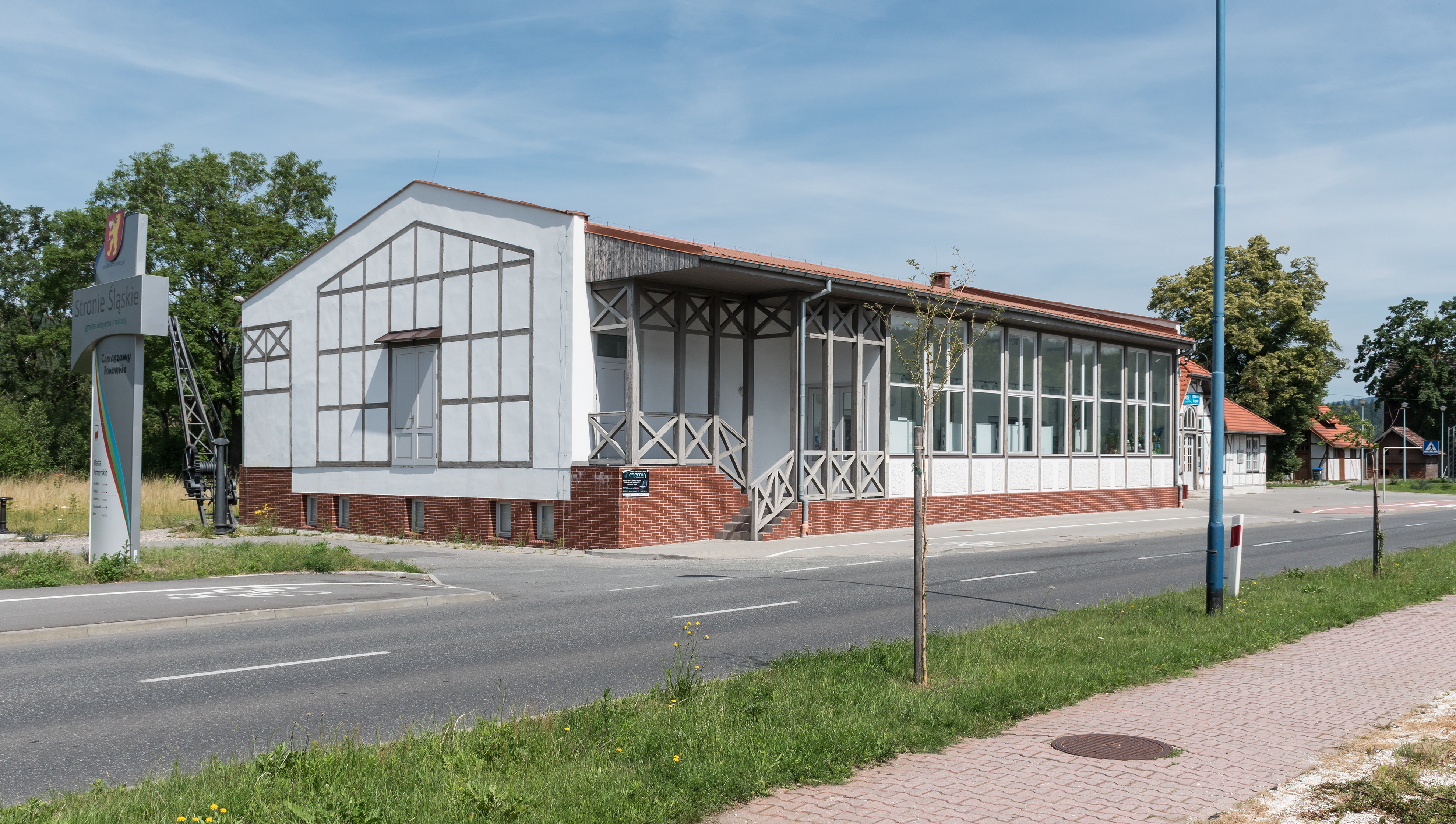
Cześć spedycyjna dworca

## Historia
Linia kolejowa z Kłodzka do dzisiejszego Stronia Śląskiego została otwarta 14 listopada 1897 r. po trzech latach budowy. Zwana była Bieletalbahn lub Landecker Biele Bahn, czyli Kolej Doliny Białej Lądeckiej. Wówczas stacja przypisana była do wsi Schreckendorf, dzisiejszego Strachocina.Po II wojnie światowej wieś ta została wchłonięta przez intensywnie rozwijające się Stronie Śląskie, stąd dzisiejsza nazwa stacji.
Wybudowanie stacji kolejowej spowodowało znaczny rozwój Stronia Śląskiego, do którego z Bolesławowa przeniesiono siedzibę gminy.
Na początku XX w. opracowano plan przedłużenia linii ze Stronia Śląskiego do Bolesławowa (6 km) ze stacjami w Starej Morawie i Bolesławowie. Pomysł nie został zrealizowany ze względów finansowych i Stronie Śląskie pozostało stacją końcową.
Obecnie stacja jest zamknięta. PKP zlikwidowało połączenia pasażerskie w 2004 r. 17 października 2008 r. budynki stacji zostały przejęte na rzecz skarbu państwa i przekazane przez starostę kłodzkiego gminie Stronie Śląskie z przeznaczeniem na działalność kulturalną.